# جوناتان دا سيلفا ليما
جوناتان دا سيلفا ليما من مواليد 4 يناير 1992 لاعب كرة قدم برازيلي يلعب في الوسط لعب سابقاً في نادي مسيمير .

## روابط خارجية
جوناتان دا سيلفا ليما على موقع اتحاد أوكرانيا (الإنجليزية)
- جوناتان دا سيلفا ليما على موقع قاعدة بيانات كرة القدم.إي يو (الإنجليزية)
- جوناتان دا سيلفا ليما على موقع Soccerway.com (الإنجليزية)